# إيجار منته بتملك
الإيجار المتهي بالتملك (بالإنجليزية: Rent-to-own)‏ هو نوع من المعاملات الموثقة قانونًا والتي تؤجر بموجبها الممتلكات المادية مثل الأثاث والإلكترونيات الاستهلاكية والمراكب والأجهزة المنزلية وخواتم الخطوبة والممتلكات العقارية مقابل دفعة أسبوعية أو شهرية مع خيار الشراء في وقت ما خلال الاتفاقية. وعُرف بما يلي: «نوع من الشراء بالتقسيط يمتلك فيه الشاري السلعة بعد سداد جميع اأقساط الإيجار».